# Ensaladilla de huevos

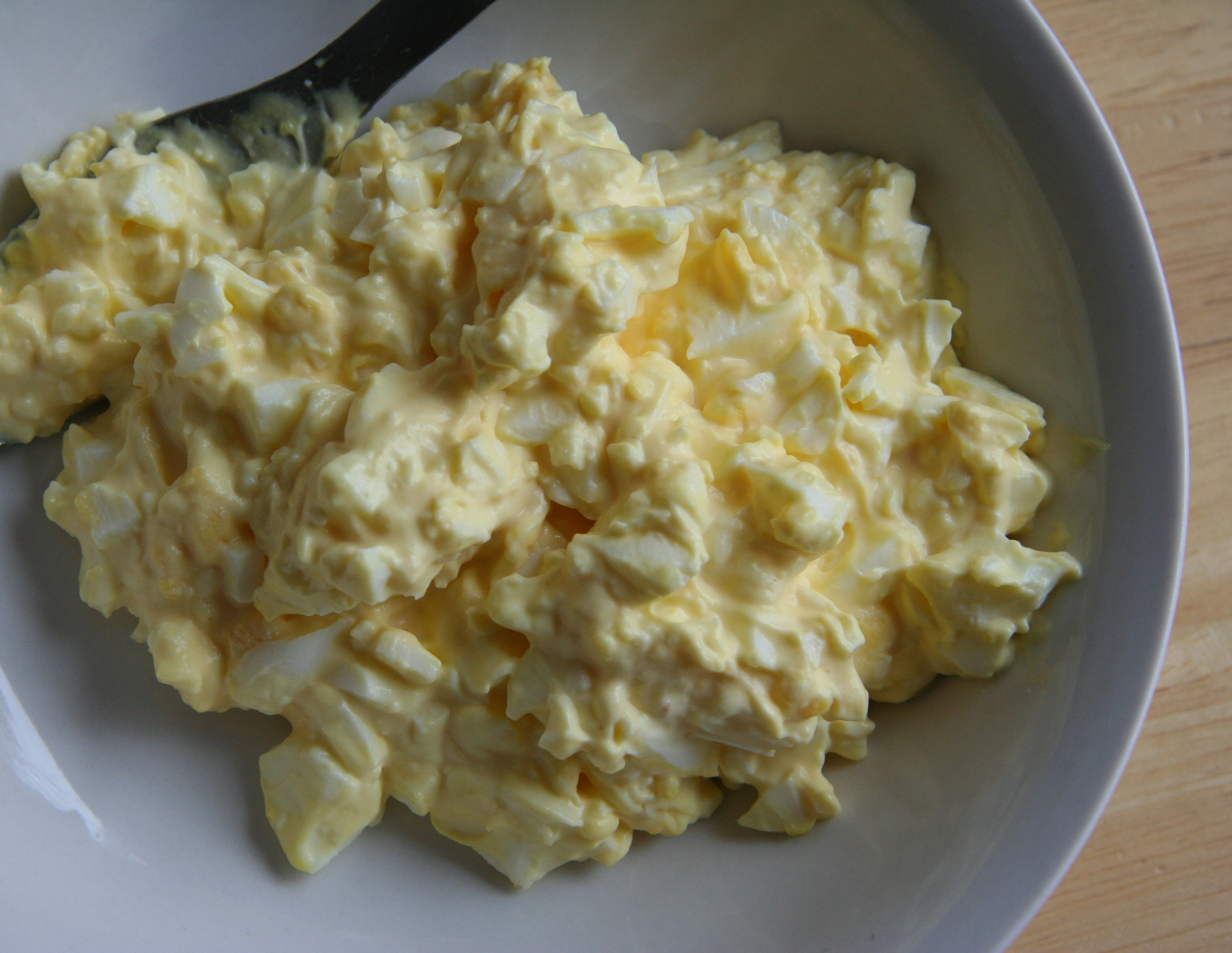
Vista de cerca de una ensalada de huevos.

La ensalada de huevos es parte de la tradición anglo-americana de elaborar ensaladas que sean una mezcla de alimentos que posean un alto grado de proteínas o con alto contenido de carbohidratos, todo ello aliñado con diversas especias, hierbas aromáticas, y otros alimentos, y aceites o salsas basadas en aceites. 

## Características
Las ensaladas de huevo se sirven como una pasta para untar en sándwich, se elabora a base de huevo duro picado, mayonesa, mostaza, apio cortado, sal, y pimienta negra. Las ensaladas de huevos pueden ser desarrolladas creativamente a partir de otros ingredientes como pueden ser los tomates, lechuga, encurtidos, etc. Otras variantes incluyen lentejas, judías y queso.

## Variantes
En este conjunto se encuentran las ensaladas de atún, pollo, patata, pasta, cangrejo, langosta, etc.
- Datos: Q558625
- Multimedia: Egg salad / Q558625